# گاسپار نوئه
گاسپار نوئه (به اسپانیایی: Gaspar Noé) (زادهٔ ۲۷ دسامبر ۱۹۶۳ در بوئنوس آیرس) یک فیلمساز آرژانتینی و یکی از نمایندگان اصلی جنبش افراط‌گرایی نوین فرانسه است که عمدتاً در فرانسه زندگی و کار می‌کند.
او به‌خاطر سبک فیلم‌سازی جسورانه و جنجالی‌اش شناخته می‌شود که اغلب شامل روایت‌های غیرخطی، تصاویر خشن و مضامین خشونت، سکس، و تجربه‌های روان‌گردان است. نوئه با استفاده از تکنیک‌های بصری نوآورانه و داستان‌گویی غیرمتعارف، تأثیری عمیق بر سینمای معاصر گذاشته است.

## اوایل زندگی
گاسپار نوئه در بوئنوس آیرس، آرژانتین، به دنیا آمد. پدرش، لوئیس فلیپ نوئه، نقاش و نویسنده‌ای برجسته با تبار ایتالیایی بود و مادرش، نورا مورفی، مددکار اجتماعی با اصالت ایرلندی. او در کودکی به مدت یک سال در نیویورک زندگی کرد و سپس در سال ۱۹۷۶، به همراه خانواده‌اش به فرانسه مهاجرت کرد تا از شرایط سیاسی ناآرام آرژانتین در آن زمان دور بمانند. نوئه تحصیلات خود را در کالج لویی لومایر در فرانسه به پایان رساند و در رشته فیلم‌سازی آموزش دید.
در سال ۲۰۲۰، گاسپار نوئه به دلیل خونریزی مغزی تحت عمل جراحی قرار گرفت و به گفته خودش تا آستانه مرگ پیش رفت. این تجربه بر فیلم Vortex (2021) تأثیر گذاشت که به موضوع پیری و مرگ می‌پردازد و با آثار قبلی او تفاوت دارد.

## آثار
| سال  | عنوان             | کارگردان | فیلمنامه‌نویس | تدوین                                                                                       | تهیه‌کننده |
| ---- | ----------------- | -------- | ------------ | ------------------------------------------------------------------------------------------- | --------- |
| ۱۹۹۸ | من تنها ایستاده‌ام | آری      | آری          | آری                                                                                         | آری       |
| ۲۰۰۲ | برگشت‌ناپذیر       | آری      | آری          | آری نهstyle="background:#F99;vertical-align:middle;text-align:center;" class="table-no"\|نه |           |
| ۲۰۰۹ | به خلأ وارد شو    | آری      | آری          | آری                                                                                         | آری       |
| ۲۰۱۵ | عشق               | آری      | آری          | آری                                                                                         | آری       |
| ۲۰۱۸ | کلایمکس           | آری      | آری          | آری                                                                                         | آری       |
| ۲۰۱۹ | نور جاودان        | آری      | آری          | آری                                                                                         | آری       |
| ۲۰۲۱ | گرداب             | آری      | آری          | آری                                                                                         | آری       |

او در سال ۱۹۹۸ اولین فیلم بلند خود را با نام «من تنها ایستاده‌ام» کارگردانی کرد. این فیلم در سال ۱۹۹۸ در جشنواره کن ارائه شد و در آنجا برنده جایزه مرسدس بنز و همچنین جایزه ویژه‌ای شد که توسط گروهی از روزنامه‌نگاران فرانسوی تعیین شده بود.
نوئه چند سال بعد، در سال ۲۰۰۲، فیلم «برگشت‌ناپذیر» را ساخت که دومین فیلم بلند او محسوب می‌شود. این اثر با ساختار روایی غیرخطی (از پایان به آغاز) و صحنه‌های خشن و جنجالی، به‌ویژه سکانس طولانی تجاوز، توجه زیادی را در جشنواره کن به خود جلب کرد. این فیلم با بازی مونیکا بلوچی و ونسان کسل، نوئه را به‌عنوان کارگردانی جسور و رادیکال تثبیت کرد. «برگشت‌ناپذیر» برنده جایزه اسب برنزی در جشنواره فیلم استکهلم شد و نامزدی نخل طلای کن را نیز به دست آورد.
پس از «برگشت‌ناپذیر»، نوئه مدت‌ها روی پروژه بعدی‌اش کار کرد و در سال ۲۰۰۹ فیلم «به خلأ وارد شو» را منتشر کرد. این فیلم که در توکیو فیلم‌برداری شد، تجربه‌ای بصری و روان‌گردان است و از زاویه دید اول شخص روایت می‌شود. داستان درباره زندگی پس از مرگ و مواد مخدر است و با جلوه‌های بصری خیره‌کننده و سبکی نوآورانه، جایگاه نوئه را در سینمای آوانگارد تثبیت کرد.
فیلم «عشق» (Love) - ۲۰۱۵:  در این فیلم، نوئه به سراغ موضوع عشق، روابط و تمایلات جنسی رفت. «عشق» با استفاده از فرمت سه‌بعدی و نمایش صریح صحنه‌های جنسی، بار دیگر بحث‌برانگیز شد. این اثر در جشنواره کن ۲۰۱۵ به نمایش درآمد و واکنش‌های متفاوتی از منتقدان دریافت کرد.
استفاده از تک‌برداشت‌های طولانی: نوئه علاقه زیادی به استفاده از سکانس‌های بدون کات دارد. به عنوان مثال، در فیلم Climax (۲۰۱۸)، یک سکانس ۴۲ دقیقه‌ای بدون قطع وجود دارد که رقص‌ها در آن به صورت بداهه و بدون هماهنگی از پیش تعیین‌شده اجرا شده‌اند.